# Simon Taco Land
Simon Taco Land (Franeker, 7 november 1845 - 's-Gravenhage, 7 oktober 1894) was een Nederlands politicus.
Land was een liberale marineofficier en Tweede Kamerlid. Hij was de zoon van een goud- en zilversmid uit Dokkum. Als Kamerlid voor het 'marine'-district Den Helder sprak hij alleen over aangelegenheden betreffende de zeemacht, zoals over de bouw van schepen, de bezoldiging en pensioenvoorziening van manschappen en officieren en het zeevaartkundig onderwijs. De weigering om hem te bevorderen, leidde in 1891 tot een liberale motie van afkeuring tegen de minister Dyserinck, de toenmalige minister van Marine.
- Biografisch Portaal: 73238975
- Parlement.com: vg09ll2ng7q1